# AFCボーンマス
アスレティック・フットボール・クラブ・ボーンマス（Athletic Football Club Bournemouth）は、イングランド南西部・ドーセット州ボーンマスをホームタウンとする、イングランドプロサッカーリーグ（プレミアリーグ）に加盟するプロサッカークラブ。愛称はチームカラーの赤をさくらんぼの色に見立てたチェリーズ（Cherries）。「ボーンマウス」と表記される場合もある。

## 歴史
1899年にボスコムFCのクラブ名で創設。1923年にボーンマス&ボスコム・アスレティックFCに改称され、1972年に現在の名称であるAFCボーンマスとなった。

### 破産による降格処分からのプレミアリーグ昇格
リーグ3部で戦っていた2008年に400万ポンド（約7億円）の負債を抱え破産申請し、勝ち点10を剥奪され4部に降格。翌シーズンも勝ち点マイナス17からのスタートという厳しい状況だったが、かつてボーンマスでDFとしてプレーしたエディ・ハウが監督に就任し残留を果たすと、翌シーズンに3部に再昇格した。
2011年にロシア人実業家のマキシム・デミン（Maxim Demin）がボーンマスの株式の50%を購入し共同オーナーとなってから戦力や施設が充実し、2012-13シーズンに3部で2位となり、フットボールリーグ・チャンピオンシップ（2部）に昇格、続く2014-15シーズンに2部で優勝し創設125年にして初のプレミアリーグ昇格を決めた。

### プレミアリーグ挑戦
ボーンマスがプレミアリーグに挑戦した最初のシーズンは、前シーズンの得点源であったカラム・ウィルソンをはじめ、多く怪我人に悩まされた。それによりシーズン前半は苦戦を強いられたが、シーズン後半に調子を取り戻してボーンマスは最終的にリーグ16位となり、降格を回避した。
2016-17シーズンは、開幕後3週間は降格圏内という低調なスタートを切ったものの、その後チームは復調し、最終的にリーグ戦9位で終えた。 2017年6月にはナタン・アケをチェルシーから当時のクラブ史上最高額（推定2,000万£）で獲得した。
2017-18シーズンもスロースタートだったものの、12月後半から1月にかけて好調を維持。降格圏を脱してハウは自身2度目となるプレミアリーグ月間最優秀監督を受賞した。
2018-19シーズンは、夏の移籍市場でレバンテからコロンビア代表のジェフェルソン・レルマをアケを超える2,500万£で獲得し、前シーズンと対照的に最初の12試合を終えて6位に位置する好調なスタートを切った。けれども、その後多くの負傷者が出たことも影響してシーズンの残りは調子が後退した。結局、ボーンマスは14位でフィニッシュし、プレミアリーグでの5シーズン目を確保した。
2019-20シーズン、11月の上旬には7位だったものの、度重なる怪我の問題や成績不振が続き、1月には降格圏に落ちた。さらに、COVID-19の流行でシーズンが中断した後も成績不振は続き、マンチェスター・シティ戦とサウサンプトン戦での敗戦でクラブは瀬戸際に立たされた。 最終節のエヴァートン戦には3-1で勝利したものの、残留を争っていたアストン・ヴィラがウェストハムと引き分けたことでボーンマスは18位で2部リーグに降格となった。2020年8月1日にハウは双方合意の上でクラブを離れ、8年間の任期を終えた。

### EFLチャンピオンシップとプレミアリーグ復帰
ハウの後任には、元ボーンマスの選手であり、現役引退後は長年ハウのアシスタントだったジェイソン・ティンダルが監督に昇進した。12月中旬には2位につけていたが、ティンダルは8試合で1勝しか挙げられず、順位も6位に転落したため2021年2月3日に解任された。彼の後任には、暫定措置としてファーストチームコーチのジョナサン・ウッドゲートが就任した。ウッドゲートはシーズン最後まで監督として指揮を執り、ボーンマスは6位でシーズンを終えて昇格プレーオフに進出したが、準決勝でブレントフォードに敗れたため翌シーズンのプレミアリーグ復帰は叶わなかった。ウッドゲートの契約はシーズンの終了とともに終え、6月28日にフラムの監督だったスコット・パーカーが新監督に就任すると、2021-22シーズンのチャンピオンシップで15試合無敗を記録。シーズン最終戦のノッティンガム・フォレストFCとの試合で1-0の勝利を収めて、プレミアリーグ復帰を果たした。
しかし、翌年のプレミアリーグの舞台では苦戦を強いられ、8月27日にアンフィールドで行われたリヴァプール戦ではプレミアリーグ記録（1試合最多失点記録、1試合最大得点差記録）となる0-9の歴史的大敗を喫したため、2022年8月30日にパーカーは解任された。パーカー解任後、ファーストチームのコーチだったガリー・オニールが暫定監督になると、暫定監督として指揮した12試合でチームを復調させた手腕が評価され、11月27日に正式に監督に就任した 。

### アメリカ人実業家によるクラブの買収
2022年12月13日、ナショナルホッケーリーグのベガス・ゴールデンナイツのオーナーでもあるアメリカ人実業家のウィリアム・P・フォーリー2世が率いるブラック・ナイト・フットボール・クラブがクラブを買収。少数株主グループは、ハリウッド俳優のマイケル・B・ジョーダンとコスモスホールディング創業者のヌラー・サルカーが率いることになった。
ボーンマスにとって2024-25シーズンは歴史的な成功の年となった。プレミアリーグでクラブ史上最多となる勝ち点56を獲得して9位という過去最高順位でフィニッシュ。年間15勝もクラブ新記録であり、就任2年目のアンドニ・イラオラ監督のもとでクラブは多くの面で記録を塗り替えた。エースのドミニク・ソランケが移籍した中でも、FCポルトから加入したFWエヴァニウソンが適応を果たし攻撃陣の一角として活躍。また、ユヴェントスから加入したDFディーン・ハイセンの安定した守備でプレミアリーグにおけるクラブ最少失点となる46失点に抑えた。さらに既存戦力の成長も著しく、クラブのシーズン最優秀選手に選出されたジャスティン・クライファートをはじめ複数の選手がキャリア最高のパフォーマンスを見せた。チームは第25節時点で5位につけるなど上位争いを演じたが、終盤は負傷者が相次ぎハードワークを基盤とするスタイルに陰りが見えたことで順位を落とした。それでもチームの成長と可能性を示したポジティブなシーズンとなった。。

## タイトル

### 国内タイトル
- フットボールリーグ・チャンピオンシップ:1回

2014-2015
- フットボールリーグトロフィー:1回

1983-1984
- フットボールリーグ・サードディヴィジョン:1回

1986-1987

### 国際タイトル
- なし

## 現所属メンバー
プレミアリーグ 2024-25シーズン 基本フォーメーション（4-2-3-1）
2025年3月29日 現在
注：選手の国籍表記はFIFAの定めた代表資格ルールに基づく。
| No. | Pos. |                | 選手名                   |
| --- | ---- | -------------- | ------------------------ |
| 2   | DF   | スペイン       | ディーン・ハイセン       |
| 3   | DF   | ハンガリー     | ケルケズ・ミロシュ ()    |
| 4   | MF   | イングランド   | ルイス・クック           |
| 5   | DF   | アルゼンチン   | マルコス・セネシ ()      |
| 7   | MF   | ウェールズ     | デイヴィッド・ブルックス |
| 8   | MF   | イングランド   | アレックス・スコット     |
| 9   | FW   | ブラジル       | エヴァニウソン           |
| 10  | MF   | スコットランド | ライアン・クリスティー   |
| 11  | FW   | ブルキナファソ | ダンゴ・ワッタラ ★       |
| 12  | MF   | アメリカ合衆国 | タイラー・アダムス ()    |
| 13  | GK   | スペイン       | ケパ・アリサバラガ       |

| No. | Pos. |                | 選手名                          |
| --- | ---- | -------------- | ------------------------------- |
| 15  | DF   | イングランド   | アダム・スミス                  |
| 16  | MF   | イングランド   | マーカス・タヴァーニアー        |
| 17  | FW   | コロンビア     | ルイス・シニステラ              |
| 18  | MF   | アメリカ合衆国 | タイラー・アダムス ()           |
| 19  | FW   | オランダ       | ジャスティン・クライファート () |
| 20  | DF   | アルゼンチン   | フリオ・ソレル                  |
| 21  | FW   | イングランド   | ダニエル・ジェビソン            |
| 22  | DF   | メキシコ       | ジュリアン・アラウージョ        |
| 23  | DF   | イングランド   | ジェームズ・ヒル                |
| 24  | FW   | ガーナ         | アントワーヌ・セメニョ ()       |
| 26  | FW   | トルコ         | エネス・ウナル                  |
| 27  | DF   | ウクライナ     | イリア・ザバルニー ★            |
| 40  | GK   | イングランド   | ウィル・デニス                  |

※括弧内の国旗はその他の保有国籍を、星印はEU圏外選手を示す。
監督
- アンドニ・イラオラ

### ローン移籍
in
注：選手の国籍表記はFIFAの定めた代表資格ルールに基づく。
| No. | Pos. |          | 選手名                          |
| --- | ---- | -------- | ------------------------------- |
| 13  | GK   | スペイン | ケパ・アリサバラガ (チェルシー) |

out
注：選手の国籍表記はFIFAの定めた代表資格ルールに基づく。
| No. | Pos. |                  | 選手名                                  |
| --- | ---- | ---------------- | --------------------------------------- |
| --  | GK   | ブラジル         | ネト (アーセナル)                       |
| --  | GK   | ニュージーランド | アレックス・ポールセン (オークランドFC) |
| --  | GK   | アイルランド     | マーク・トラヴァース (ミドルズブラ)     |
| --  | DF   | ウェールズ       | クリス・メファム (サンダーランド)       |
| --  | DF   | イングランド     | マックス・アーロンズ (バレンシア)       |

| No. | Pos. |                  | 選手名                                      |
| --- | ---- | ---------------- | ------------------------------------------- |
| --  | MF   | デンマーク       | フィリップ・ビリング (ナポリ)               |
| --  | MF   | イングランド     | ジョー・ロズウェル (リーズ)                 |
| --  | MF   | フランス         | ロマン・フェヴル (スタッド・ブレスト29)     |
| --  | MF   | コートジボワール | ハメド・ジュニオール・トラオレ (AJオセール) |
| --  | FW   | イングランド     | ジェイドン・アンソニー (バーンリーFC)       |

## 歴代監督
- ヴィンセント・キッチャー 1914-1923
- ハリー・キングホーン 1923-1925
- レスリー・ナイトン 1925-1928
- フランク・リチャーズ 1928-1930
- ビリー・ビレル 1930-1935
- ボブ・クロンプトン 1935-1936
- チャーリー・ベル 1936-1939
- ハリー・キングホーン 1939-1947
- ハリー・ロウ 1947-1950
- ジャック・ブルートン 1950-1956
- フレディ・コックス 1956-1958
- ドン・ウェルシュ 1958-1961
- ビル・マクギャリー 1961-1963
- Reg Flewin 1963-1965
- フレディ・コックス 1965-1970
- ジョン・ボンド 1970-1973
- トレヴァー・ハートレー 1974-1978
- トニー・ネルソン 1975
- ジョン・ベンソン 1975-1978
- アレック・ストック 1979-1980
- デイヴィッド・ウェブ 1980-1982
- ドン・メグソン 1983
- ハリー・レドナップ 1983-1992
- トニー・ピューリス 1992-1994
- ジョン・ウィリアムズ 1994
- メル・マチン 1994-2000
- ショーン・オドリスコル 2000-2006
- ジョー・ローチ &  スチュアート・マードック 2006
- ケヴィン・ボンド 2006-2008
- ジミー・クイン 2008
- エディ・ハウ 2008-2011
- リー・ブラッドベリー 2011-2012
- ポール・グローヴス 2012
- エディ・ハウ 2012-2020
- ジェイソン・ティンダル 2020-2021
- ジョナサン・ウッドゲート 2021-2022
- スコット・パーカー 2022
- ガリー・オニール 2022.8-2023.6
- アンドニ・イラオラ 2023.7-現在

## 歴代所属選手

### GK
- シュワン・ジャラル 2008-2014
- デイヴィッド・ジェームス 2012-2013.3
- アーロン・ラムズデール 2017-2020

### DF
- トニー・ピューリス 1986-1989
- ニール・ヤング 1994-2008
- ジョン・オシェイ 2000
- マーティン・クレイニー 2004
- マシュー・コノリー 2006-2007
- ポール・テルファー 2007
- ライアン・ギャリー 2007-2012

### MF
- ジェイミー・レドナップ 1989-1990
- マット・ホランド 1995-1997
- アンディー・マーシャル 1996
- フランク・ソンゴォ 2006
- ダレン・アンダートン 2006-2008
- ロドリゴ・リケルメ 2020-2021

### FW
- ジョージ・ベスト 1983
- ジャーメイン・デフォー 2000-2001
- スコット・マクドナルド 2002
- レオン・ベスト 2006
- ヨー・テッセム 2008